# Szymon Pośnik
Szymon Pośnik (Varsavia, 13 giugno 1993) è un canottiere polacco.

## Biografia
Agli europei di Glasgow 2018 ha ottenuto il bronzo nel 4 di coppia, assieme a Maciej Zawojski, Dominik Czaja e Wiktor Chabel.
Ai mondiali di Ottensheim 2019 ha conquistato l'argento nel 4 di coppia, con Wiktor Chabel, Fabian Barański, Dominik Czaja.
Ha rappresentato la Polonia ai Giochi olimpici estivi di Tokyo 2020 nel quattro di coppia, in cui si è classificato 4º, assieme a Wiktor Chabel, Fabian Barański e Dominik Czaja.

## Palmarès
- Mondiali

Ottensheim 2019: argento nel 4 di coppia;
- Europei

Glasgow 2018: bronzo nel 4 di coppia;